# Cataract
Cataract fue una banda de Metalcore proveniente de Suiza, formada en 1998 y desintegrada en el año 2013.

## Biografía
Cataract fue formada en 1998 por los guitarristas Simon Füllemann, Greg Mäder y el baterista Ricky Dürst. Su primer EP homónimo fue grabado en 6 horas y mezlado en otras 4 en la habitación del primer vocalista de la banda, Christian 'Mosh' Ebert. Este EP, el cual mezclaba un sonido Hardcore Punk con Heavy metal vendió más de 2000 copias.
Cataract grabó su primer álbum titulado Golem con el productor Alessandro Azzali en abril del año 2000, y poco tiempo después, la discográfica Ferret Music escuchó el álbum y a través de ella, lo lanzaron a la venta en diciembre de ese año.
A principios del 2001 Cataract tuvo su primer cambio en la alineación. Fedi reemplazo al primer vocalista, Mosh. Poco después, Cataract grabó 5 canciones para el Martyr’s Melodies EP. La banda tocó en el Hellfest y en otras presentaciones en vivo junto a Poison The Well, Bane, Unearth, Nora, 18 Visions y Most Precious Blood en la primera gira de Cataract por los E.U.
En la mayor parte del año 2002 la banda se dedicó a trabajar en su segundo álbum, titulado Great Days of Vengeance, el cual fue lanzado a través de Lifeforce Records en marzo de 2003. El sonido del álbum estuvo más orientado hacia el metal, a comparación de Golem, el cual tenía más rasgos de Hardcore Punk. 
Cataract atrajo la atención de Metal Blade Records y es con quienes hasta la fecha mantienen contrato, el cual firmaron en el 2004. En marzo ellos comenzaron a trabajar en su siguiente álbum en los estudios Antfarm junto con el productor Tue Madsen. With Triumph Comes Loss fue recibido calurosamente, debido a su sonido agresivo con un toque más groovy. El lanzamiento de este álbum estuvo acompañado de numerosas giras, para promover el material.
En mayo de 2006, Cataract lanza Kingdom, el cuarto álbum de la banda, con el cual dan un giro radical en cuanto al sonido de la banda se refiere, ya que dejan al lado todos los elementos metalcore y se enfocan más en un sonido más orientado al death metal, thrash metal y groove metal. En enero de 2007, el miembro fundador Simon abandono Cataract, pero fue reemplazado por el guitarrista Tom Kuzmic (de la banda suiza Disparaged). Kay Brem fue reemplazado también por Nico Schläpfer. Con esta nueva alineación, la banda lanzó su quinto álbum homónimo en marzo de 2008.
En el año 2010, la banda lanzó el álbum Killing the Eternal. El 23 de mayo del 2013 la banda se separó.

## Integrantes

### Última alineación
- Federico 'Fedi' Carminitana - voz (2001-presente)
- Greg Mäder  - guitarra (1998-presente)
- Ricky Dürst - batería (1998-presente)
- Nico Schläpfer - bajo (2007-presente)
- Tom Kuzmic  - guitarra (2007-presente)

### Anteriores
- Christian 'Mosh' Ebert   - voz (1998-2001)
- Simon Füllemann - guitarra (1998-2007)
- Michael Henggeler - bajo (1998-2006)
- Kay Brem - bajo (2006-2007)

## Discografía
- Cataract (Demo) – 1998/99
- Golem – 2000
- Martyr's Melodies EP – 2001/2002
- Great Days of Vengeance – 2003
- With Triumph Comes Loss – 2004
- Kingdom – 2006
- Cataract – 2008
- Killing the Eternal - 2010